# Adempiere
ADempiere (англ. вимова: [ˌɑːdɛmˈpjɛreɪ]) — вільна система планування ресурсів підприємства.